# Hednota megalarcha
Hednota megalarcha là một loài bướm đêm trong họ Crambidae.